# حق اليقين في معرفة أصول الدين
حق اليقين في معرفة أصول الدين كتاب يتألف من جزئين تأليف المحدث الشيعي عبد الله شبر يعرض فيه اعتقادات الشيعة ويذكر بعض أدلتها وقسمه المؤلف إلى أربعة كتب: كتاب التوحيد وكتاب العدل وكتاب النبوة وكتاب الإمامة في الجزء الأول وأما الجزء الثاني ففيه كتاب المَعاد

## فصول الكتاب
يتكون الكتاب من إثنين وعشرين فصلاً موّزعين على خمس كتب، وهم بالتفصيل:
| - كتاب التوحيد، وفيه أربعة فصول: - فصل في الإقرار بوجود الله تعالى. - وفصل في توحيد الله تعالى. - وفصل في صفات الله تعالى. - وفصل في أسماء الله تعالى. - كتاب العدل، وفيه ثلاث فصول: - فصل في العدل. - فصل في الجبر والتفويض. - فصل في البداء ووصف أحوال الملائكة وكتب الله المنزلة. | - كتاب النبوة، وفيه أربعة فصول: - فصل في النبوة والأنبياء. - فصل في العصمة. - فصل في صفات الأنبياء. - فصل في النبي محمد صلى الله عليه وآله وسلم. - كتاب الإمامة، وفيه سبع فصول: - فصل في الأدلة على نصب الإمام. - فصل في تعيين الإمام بعد رسول الله. - فصل في فضائل الإمام علي. | - فصل في المطاعن التي ذكرها العامة في الخلفاء الثلاثة. - فصل في النص على الأئمة الإثني عشر. - فصل في بيان الفت الواقعة بعد النبي. - فصل في نبدة من أحوال الحجة صاحب العصر والزمان. - كتاب المعاد، فيه أحد عشر فصلاً: - فصل في الرجعة. - فصل في المعاد. - فصل في عالم الموت. - فصل في عالم البرزخ. | - فصل في علامات القيامة ونفخ الصور. - فصل في الميزان والحساب. - فصل في الكوثر والشفاعة والصراط. - فصل في الجنة والنار. - فصل في التوبة. - فصل في الآجال والأرزاق. - وفصل في الإيمان والكفر والإرتداد. |

## بعض ذكره في كتب الشيعة
قال آقا بزرگ الطهراني: ((208: الحق اليقين) في أصول الدين للسيد عبد الله بن محمد رضا شبر الحسيني الحلي الكاظمي المتوفى (1242) قال تلميذه في التكلمة [انه جمع فيه بين الأدلة العقلية والنقلية وطبق بينهما. يقرب من خمسة عشر ألف بيت وهو مختصر من كتابه «البرهان المبين» الذي هو في ثلاثين ألف بيت] وطبع في جزئين في صيدا في (1353) وتاريخ فراغه كما في النسخة الأصلية التي رأيتها بخط المؤلف (1226) واحتمل شيخنا في الفيض القدسي أنه معرب «حق اليقين» المجلسية كما أن له معرب «تحفة الزائر» ومعرب «جلاء العيون»)